# Balla Mihály (újságíró)
Balla Mihály, 1889-ig Berger Mihály (Veszprém, 1862. május 12. – Budapest, 1955. november 20.) hírlapíró és műfordító.

## Élete
Berger Adolf és Krausz Johanna (1829–1897) fiaként született. Szülőhelyén és Budapesten tanult. Hírlapírói pályáját az Egyetértésnél kezdte meg, majd a Budapesti Hírlap segéd- és a Pesti Napló felelős szerkesztője volt. 1901-től 1903-ig a Győri Hírlapot szerkesztette. 1904-től Az Újság belső munkatársa volt. Műfordítói tevékenységét a Budapesti Hírlapban kezdte meg, majd külön kiadta Goethe Götz von Berlichingen-jének, továbbá C. F. Meyer regényének, Jenatsch Györgynek, Bulwer Éj és virradat című és Hall Caine Az örök város című regényének ízes magyar stílusú fordítását. Később Dickens és Csehov több regényét is átültette magyarra. Ő rendezte sajtó alá Vámbéry Ármin angolul megjelent életrajzának (The story of my struggles) kibővített magyar kiadását (Küzdelmeim, 1905). 

## Műfordításai
- Johann Wolfgang von Goethe: Berlichingeni Gottfried. A vaskezű dramatizált története. (Budapest, 1885)
- Storm Tivadar: A kastélyban. Beszély. (Budapest, 1887)
- Edward Bulwer-Lytton: Éj és virradat. I–II. Regény. (Budapest, 1909)
- Anton Pavlovics Csehov: Dráma a vadászaton. Regény. (Budapest, 1914; új kiad. 1921)
- Alekszandr Ivanovics Kuprin: A párbaj. Regény az orosz katonai életből. (Budapest, 1917)
- Bithia Mary Croker: Az erdő gyermekei. Regény a dsungelből. I–III. (Budapest, 1918; új kiad. 1993)
- Frank Heller: Collin úr kalandjai. Regény. (Budapest, 1919)
- Charles Dickens: Az elátkozott ember és az alku, melyet a Szellemmel kötött. Regény. (Budapest, 1920)
- Dickens: A harangjáték. Történet a rossz tündérekről és néhány harangról. Elb. (Budapest, 1920)
- H. Rider Haggard: Jess. Regény. (Budapest, 1920; új kiad. 1938)
- Henryk Sienkiewicz: Örvény. Regény. (Budapest, 1921; új kiad. Debrecen, 1993)
- Eufemia von Adlersfeld-Ballestrem: Az igéző fény. Regény. (Budapest, 1923)
- John Galsworthy: A gazdag férfiú. Regény. (Budapest, 1923)
- Dumas: A varázsló. Regény. (Budapest, 1924; 2. kiad. 1926)
- Dumas, id.: A Bastille lerombolása. Ange Pitou. Regény. (Budapest, 1925)
- Dumas, id.: Király a vérpadon. Regény. (Budapest, 1925)
- Edward Bulwer-Lytton: A világ leggazdagabb embere. Regény. (Budapest, 1927)
- Charles Dickens: Copperfield Dávid. I–VI. Regény. (Budapest, 1928)
- Charles Dickens: Nickleby Miklós élete és kalandjai. Regény. (Budapest, 1928)